# Nerf Herder
Nerf Herder je americká pop punková hudební skupina, která vznikla v roce 1994 v Santa Barbara v Kalifornii. Kapelu založila původně trojice hudebníků Parry Gripp (zpěv, kytara), Charlie Dennis (basová kytara) a Steve Sherlock (bicí). Dnes ovšem kapelu tvoří čtyři muži, na Dennisově pozici dnes hraje Ben Pringle a kvartet doplňuje kytarista, klávesista a producent Linus of Hollywood. Členové kapely svůj styl označují jako „geek rock“. Skupina je známá pro svůj osobitý hudební styl, který se vyznačuje jednoduchými moderními melodiemi s nádechem punku a často vtipnými, někdy až pubescentními texty. Jejich motivem bývají i odkazy na pop-kulturní scénu. Kapelu si lidé spojují hlavně s hudební znělkou k televiznímu seriálu Buffy, přemožitelka upírů, kterou její členové složili. Dalším úspěchem byl singl „Van Halen“, který byl vydán jako pocta stejnojmenné americké skupině a byl často hrán v rádiu, kapela Nerf Herder díky němu získala kontrakt s vydavatelstvím Arista Records.

## Historie
Kapelu Nerf Herder založili v roce 1994 tři hudebníci – zpěvák a kytarista Parry Gripp, baskytarista Charlie Dennis a bubeník Steve Sherlock. Jméno skupiny odkazuje na sci-fi ságu Hvězdných válek, konkrétně na rozhovor Princezny Leiy a Hana Sola v pátém díle. Nerf je fiktivní mimozemský dobytek a jejich pasáci jsou označováni souslovím Nerf Herder. Dennis však kapelu opustil hned vzápětí po vydání svého prvního eponymního alba Nerf Herder v roce 1996 a nahradil ho Pete Newbury. Spolu s ním přišel do kapely jako druhý kytarista Dave Ehrlich a od té doby je skupina čtyřčlenná. Newbury však ve skupině setrval jen jeden rok, a poté ho nakrátko nahradil kytarista Marko DeSantis (nyní hrající v kapele Sugacult), než do kapely přistoupil na delší dobu Justin Fisher.
Během roku 1999 požádali Nerf Herder vydavatelství Arista Records, jestli by mohli z kontraktu odejít, na rozhodnutí vydavatele museli však velmi dlouho čekat. Po rozvázání spolupráce vydali v roce 2000 ve vydavatelství Honest Don's Records (patřící pod Fat Wreck Chords) své druhé studiové album s názvem How to Meet Girls. V červenci 2001 pak kapela vydala EP album s názvem My E.P., a to ve vydavatelství My Records Joeyho Capea z kapely Lagwagon. Třetí studiové album Amercian Cheese vyšlo ve vydavatelství Honest Don's v srpnu 2002.
Nerf Herder si také zahráli v dubnu 2003 v jedné z posledních epizod seriálu Buffy, přemožitelka upírů, jehož znělku sami napsali. Jednalo se o díl „Opuštěná“, kde hostovali jako poslední kapela ve fiktivním baru Bronz. Během turné na podporu alba American Cheese došlo ke změně sestavy, Fishera nahradil kytarista kapely The Rentals Ben Pringle. Fisher odešel, aby mohl založit vlastní kapelu. Krátce po koncertní sérii se kapela rozpadla. Oficiálně nebylo ukončení kariéry oznámeno, frontman Gripp však později na stránkách kapely uvedl, že původní členové se začali věnovat vlastním pracím. Gripp během této doby skládal reklamní znělky, které nakonec vydal na vlastním albu For Those about to Shop, We Salute You. Jedná se o konceptuální album s 51 skladbami, které napodobují různé hudební styly.
V roce 2005 kapela znenadání znovu obnovila činnost, a to v původní tříčlenné sestavě Gripp, Dennis, Sherlock. Trio začalo pravidelně hrát na koncertech až nakonec v květnu 2007 oznámili vydání čtvrtého studiového alba skupiny, zatím však beze jména. Gripp navrhoval název Browneton, ostatní však návrh nepodpořili, a tak následně album vyšlo v 29. dubna 2008 ve vydavatelství Oglio Records pod názvem Nerf Herder IV. Kapela nahrála celkem 13 písní pro nové album, uveřejněno jich bylo pouze dvanáct. Krátce po jeho vydání přišel do kapely klávesista a kytarista Linus of Hollywood, bývalý člen Size 14 a stálý přítel a producent texaské kapely Bowling for Soup. Společně s ním se skupina Nerf Herder vydala na koncertní sérii po západním pobřeží USA, a poté na turné do Japonska. V roce 2009 z kapely opět odešel Dennis a nahradil ho předchozí baskytarista Ben Pringle.

## Hudební styl a vzory
Kapela hraje žánr, který lze definovat jako pop rock. Hudební kritik Steve Huey označil styl skupiny jako post-grunge s prvky pop punku; řazeni bývají rovněž mezi kapely alternativního rocku, hlavně díky spolupracím s vydavatelstvími Arista a Honest Don's, která s alternativně rockovými kapelami převážně spolupracují. Mark Jerkins z The Washington Post napsal, že se jedná o desátou kalifornskou neo-punkovou kapelu. Sami členové kapely svůj styl označují jako geek rock (geek punk) nebo také nerd rock, což může vycházet i ze samotného jména ovlivněného sci-fi filmovou sérií, a které Gripp označil za skvělé a elegantní jméno.
Steve Huey ve své recenzi přirovnal kapelu ke skupinám Weezer, Descendents a The Dead Milkmen. Podle Grippa kapelu nejvíce ovlivnili NOFX a dále skupiny vydavatelství Honest Don's Weezer a Rush. Jistý vliv měly i hard rockové legendy Van Halen, jimž jako poctu Nerf Herder složili úspěšný singl.

## Členové

### Současní členové
- Parry Gripp – zpěv, kytara (1994–2003, 2005–současnost)
- Steve Sherlock – bicí, zpěv (1994–2003, 2005–současnost)
- Ben Pringle – basová kytara, zpěv (2002–2003, 2009–současnost)
- Linus of Hollywood – kytara, klávesy (2008–současnost)

### Dřívější členové
- Charlie Dennis – basová kytara, zpěv (1994–1998, 2005–2009)
- Dave Ehrlich – kytara (1997–2003)
- Pete Newbury – baskytara, zpěv (1998–1999)
- Marko 72 – baskytara (1999)
- Justin Fisher – baskytara, zpěv (1999–2002)

### Časová osa
Světlejší barva na ose značí období neaktivity.

## Diskografie

### Studiová alba
- Nerf Herder (1996) My Records/Arista Records
- How to Meet Girls (2000) Honest Don's Records
- American Cheese (2002) Honest Don's Records
- Nerf Herder IV (2008) Oglio Records

### EP alba
- My E.P. (2000) My Records
- High Voltage Christmas Rock (2002) samozdat

### Kompilace
Na následujících kompilačních albech se kapela prezentovala pouze jednou písní, žádná z nich však nebyla na vlastních studiových albech ani EP nahrána.
- Happy Meals: A Smorgasbord of My Fav Songs (1996) My Records – „Sorry“ (alternativní verze)
- Baseketball soundtrack (1998) Mojo/Universal – „Don't Hate Me (Because I'm Beautiful)“
- Short Music For Short People (1999) Fat Wreck Chords – „Doin' Laundry“
- Metal Rules: Tribute to Bad Hair Days (1999) Priority Records – „Kiss Me Deadly“
- Buffy the Vampire Slayer: The Album (1999) TVT Records – „Buffy the Vampire Slayer Theme“
- Happy Meals Vol. 2 - The Perfect Marriage (2001) My Records – „Hospital“
- Happy Meals Volume 3 (2002) My Records – „Karaoke King“
- That Darn Punk Original Motion Picture Soundtrack (2002) Kung Fu Records – „Siegfried and Roy“
- Bad Scene, Everyone's Fault: Jawbreaker Tribute (2003) Dying Wish Records – „Chesterfield King“
- Wrecktrospective (2009) Fat Wreck Chords – „5000 Ways to Die“ (demo)
- Have a Crappy Summer (2012) Crappy Records – „I'm the Droid You're Looking For“